# JMC Teshun
JMC Teshun — малотоннажный грузовой автомобиль, выпускаемый компанией Jiangling Motors с 2017 года. Базовой моделью для JMC Teshun стала Ford Transit второго поколения.

## История
Автомобиль Ford Transit второго поколения продавался в Китае с 2006 года на базе агрегатов 4 и 5 поколений. От базовой модели автомобиль отличается гораздо большими по размерам фарами и радиаторной решёткой.
Модель имеет 70 изменений относительно предшествующей. Был изменён даже интерьер, он стал более эргономичным. Окна с сервоприводом идут по стандарту, тем не менее ABS предоставляется опционально.
До 2017 года автомобиль оснащался двумя разными дизельными двигателями. Один из них мощностью 67,6 кВт (тип JX493ZQ3), другой — 68 кВт (JX493ZQ4). Оба объёмом 2771 см³. Заявленная предельная скорость 110 км/ч (68.35 миль/ч). У китайского Transit VIN-код имеет вид LJXBMCH1××T××××××.
В мае 2017 года автомобиль прошёл рестайлинг и был переименован в JMC Teshun. Автомобиль получил новую переднюю и заднюю светотехнику, новую переднюю часть и новый интерьер. В 2020 году автомобиль получил новый бампер, а в 2021 году — новую приборную панель. Также количество мест расширилось до 9, а двигатели соответствуют стандартам National V и National VI.

## Галерея

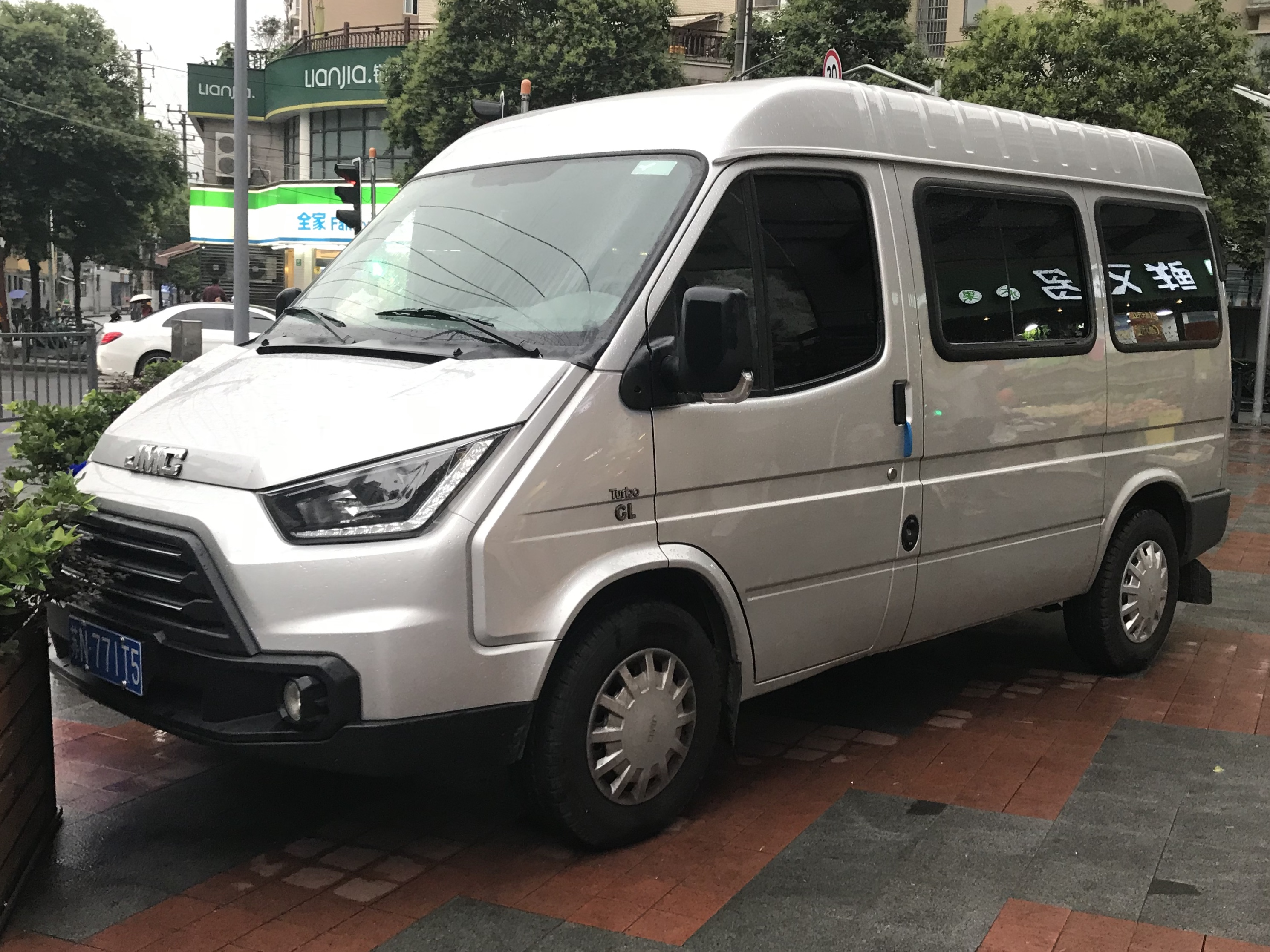
Вид спереди
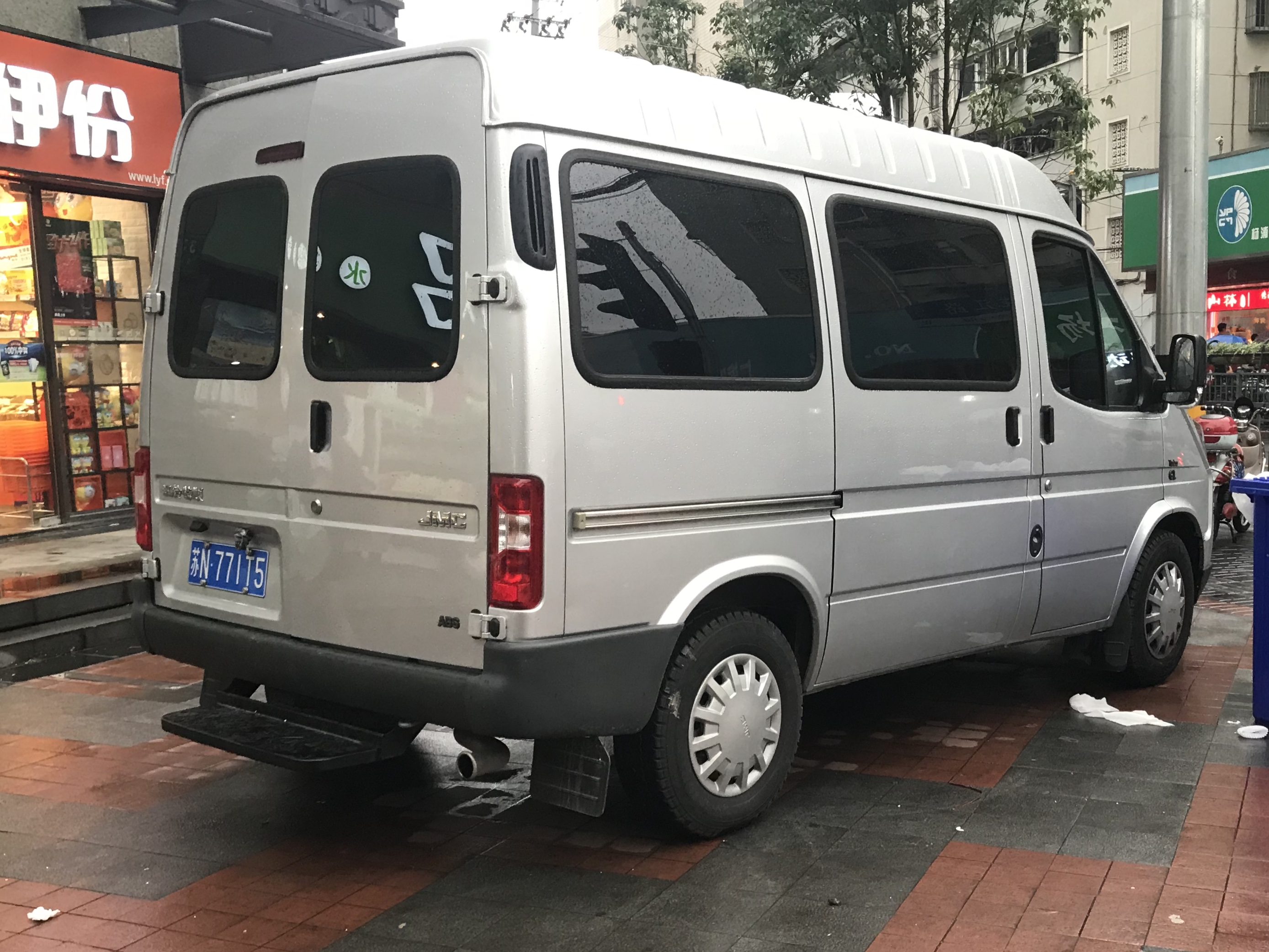
Вид сзади
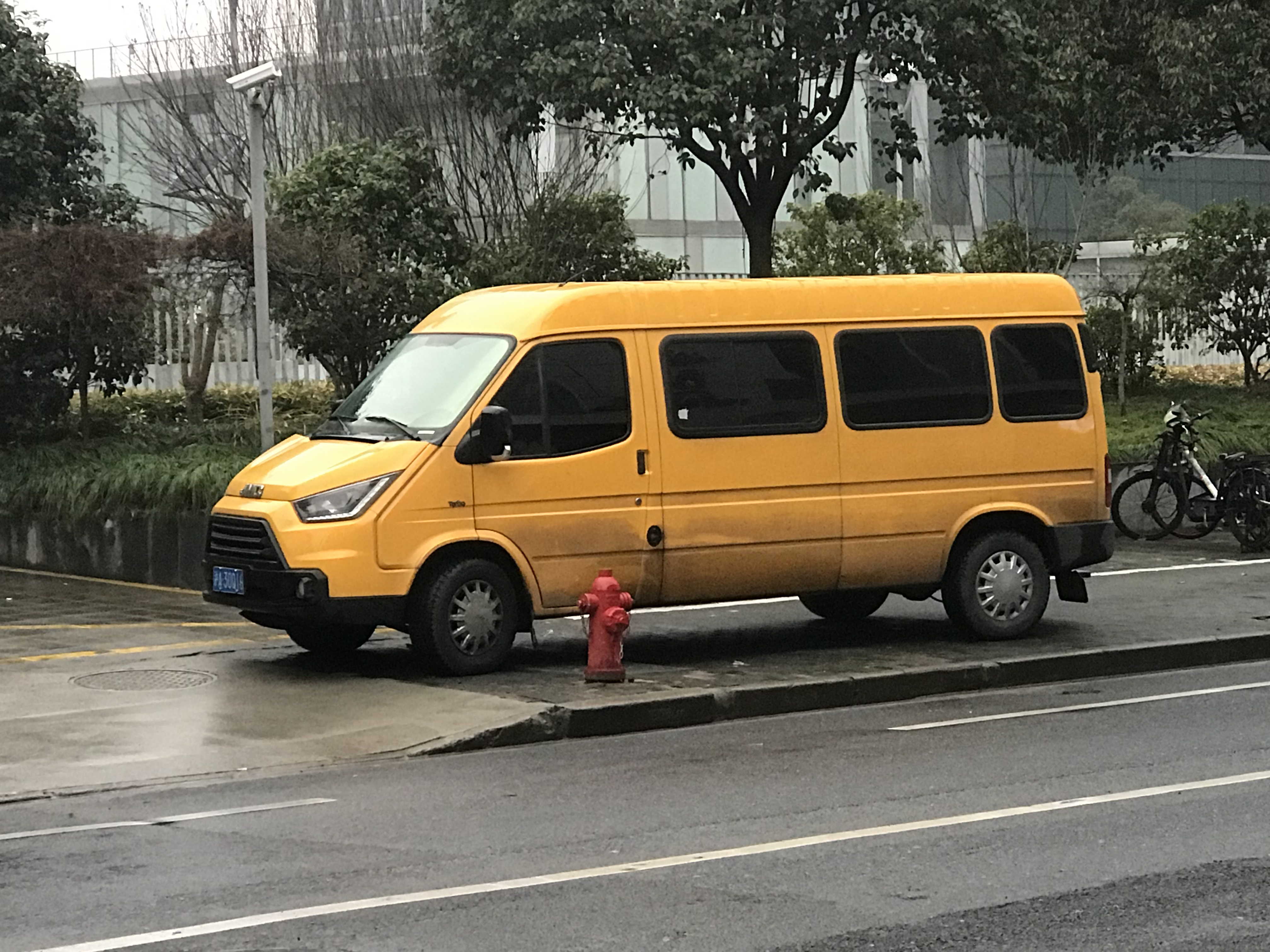
JMC Teshun LWB
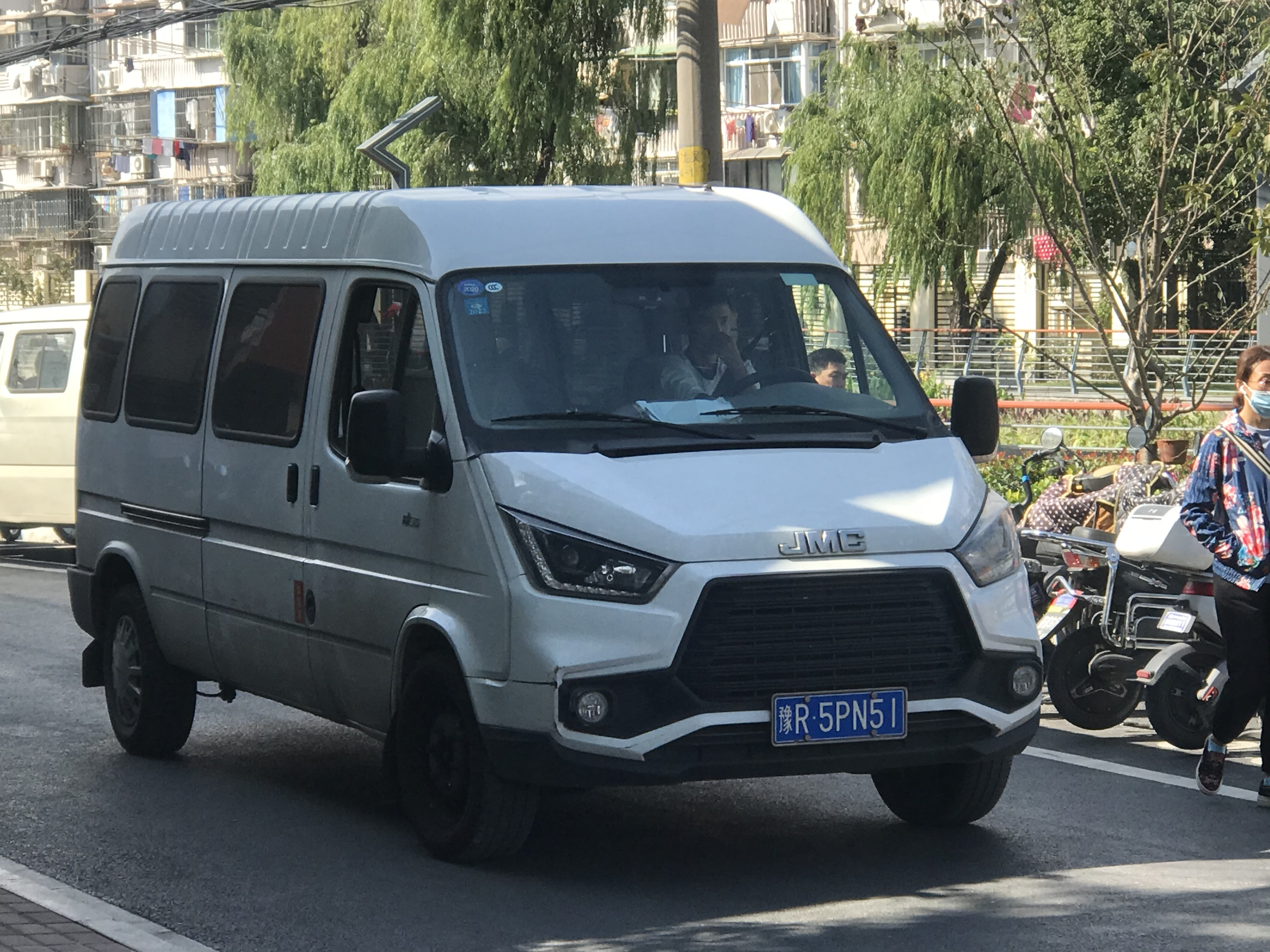
JMC Teshun
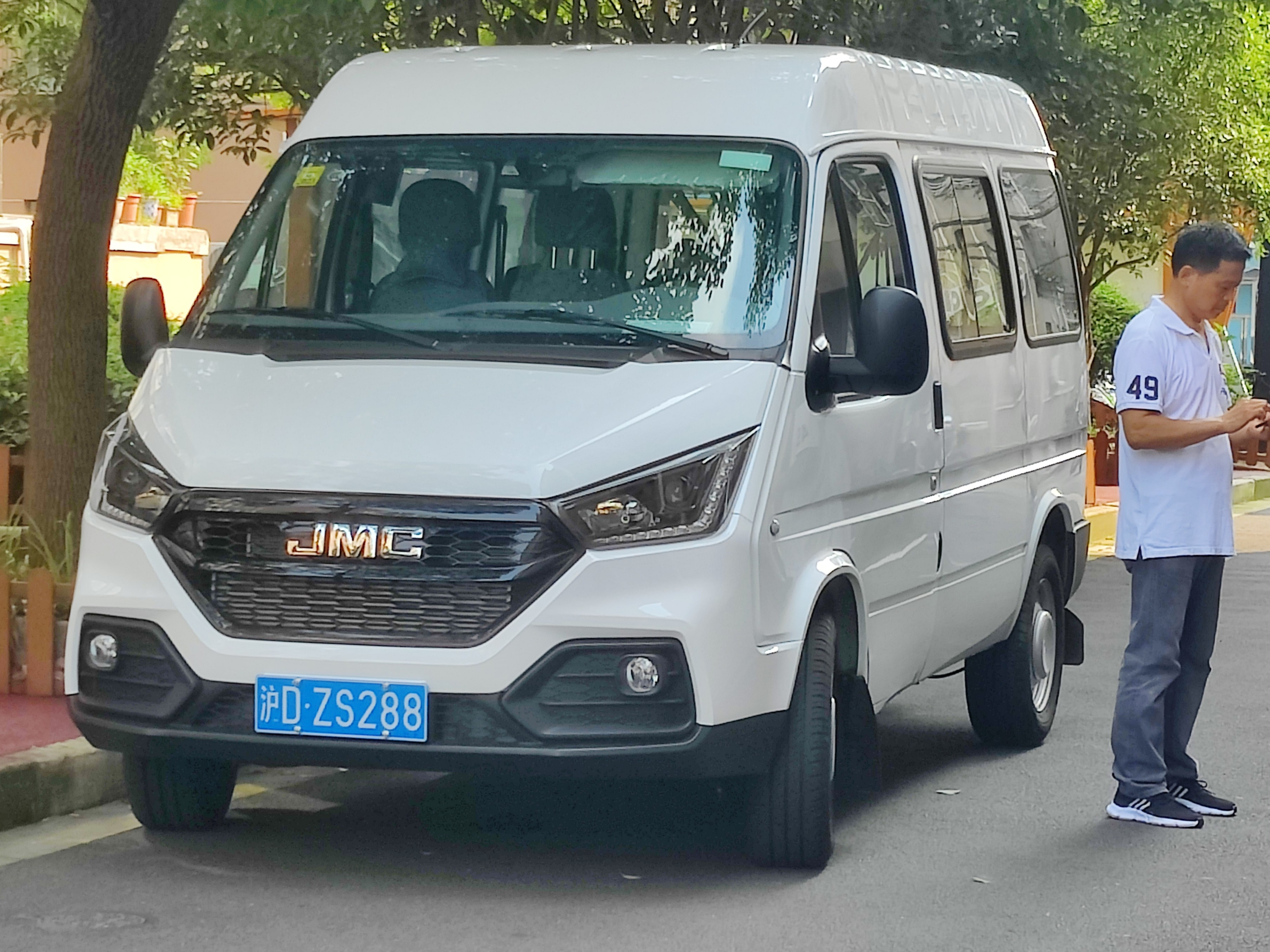
JMC Teshun
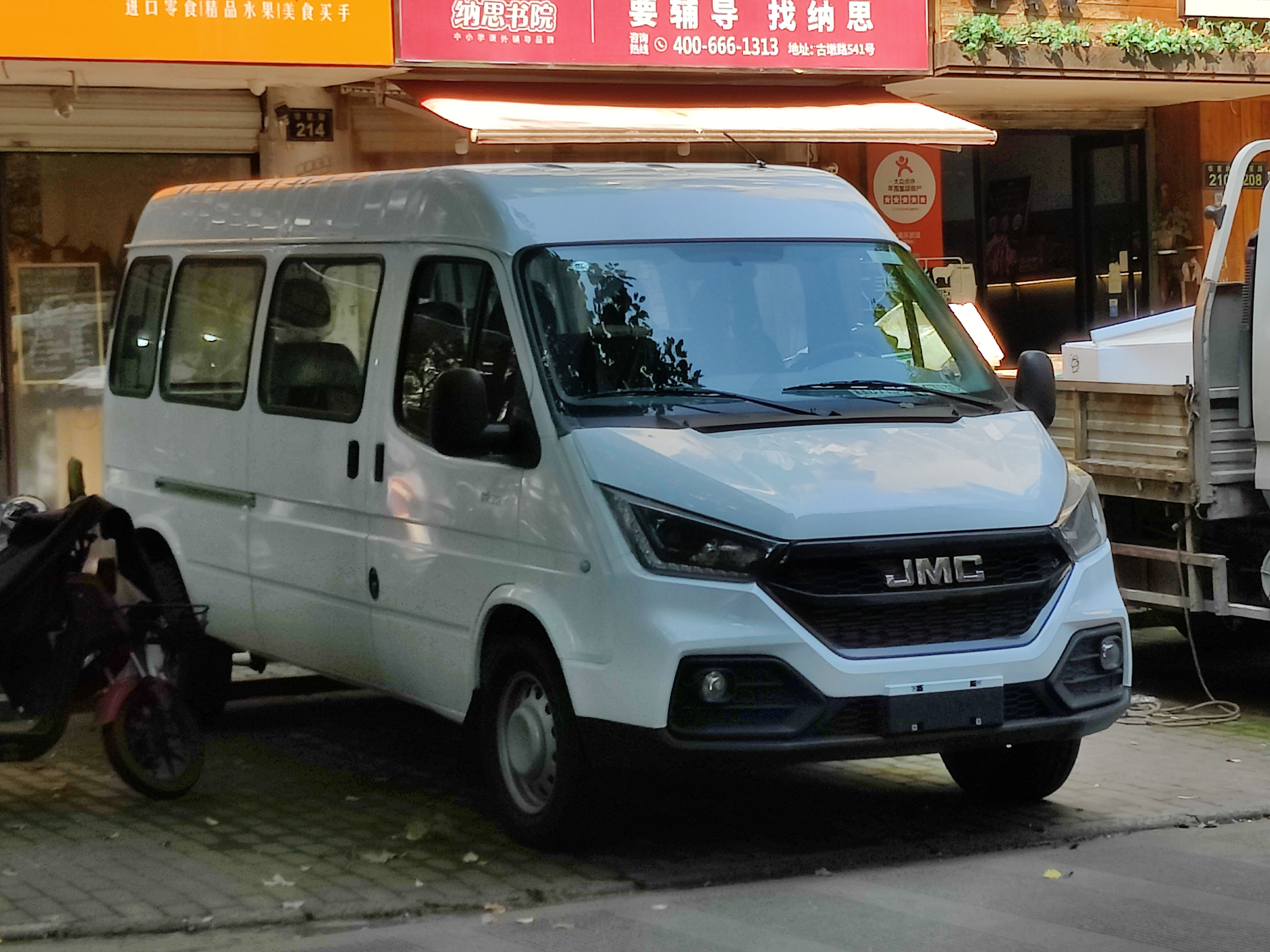
JMC Teshun LWB